# Amel
Amel (en francés Amblève) es un municipio germanófono de Bélgica situado en la Región Valona, en la provincia de Lieja. Es uno de los nueve municipios que forman parte de la Comunidad germanófona de Bélgica.
Amel es uno de los municipios de los Cantones del Este que fueron anexados a Bélgica por el Tratado de Versalles.
A 1 de enero de 2019, Amel contaba con 5.474 habitantes. Abarca una superficie de 125 km², de los cuales la mitad están cubiertos de bosque. El río Amblève (Amel en alemán), un afluente del Ourthe, atraviesa el municipio.

## Geografía
Amel limita al noroeste con los municipios francófonos de Waimes y Malmedy y es, junto con Lontzen, el único municipio germanófono que no tiene fronteras con Alemania.
Amel se encuentra en medio del "corazón verde" de Europa, lejos de las grandes aglomeraciones urbanas del Rin y el Ruhr, de las fábricas de la zona de Lieja y el Mosa, y de las regiones industriales del sur de Luxemburgo y de Lorena, en Francia.

### Secciones del municipio
El municipio comprende los antiguos municipios, que se fusionaron en 1977:
| - Amel - Meyerode - Heppenbach |

### Pueblos y aldeas del municipio
Schoppen, Stephanshof, Iveldingen, Eibertingen, Montenau, Born, Deidenberg, Medell, Möderscheid, Hepscheid, Halenfeld, Mirfeld, Valender, Wereth, Herresbach Y Heiderfeld

## Demografía

### Evolución
Todos los datos históricos relativos al actual municipio, el siguiente gráfico refleja su evolución demográfica, incluyendo municipios después de efectuada la fusión el 1 de enero de 1977.

## Etimología
El nombre Amel es de origen celta y significa "agua".

## Historia
En 716, la batalla de Amblève, entre Carlos Martel con los austrasios por un bando y las fuerzas conjuntas de los frisones y neustrianos bajo Ragenfrido y Chilperico II por el otro, fue la primera victoria para Carlos Martel. 

## Política

### Administración 2007-2012
La junta administrativa de Amel se compone de miembros del partido GI, que tiene la mayoría de los escaños.
Forman parte de la administración las siguientes personas: 
| Ayuntamiento | Ayuntamiento                                                                            |
| ------------ | --------------------------------------------------------------------------------------- |
| Alcalde      | Klaus Schumacher (GI)                                                                   |
| Concejales   | Eric Wiesemes (GI) Guido Pauels (GI) Karl-Heinz Marquet (GI) Monika Bastin-Veithen (GI) |